# Khalifa St. Fort
Khalifa St. Fort (Miami, 13 febbraio 1998) è una velocista trinidadiana, medaglia di bronzo nella staffetta 4×100 metri ai mondiali di Pechino 2015.

## Progressione

### 100 metri piani
| Stagione | Tempo | Luogo         | Data      | Rank. Mond. |
| -------- | ----- | ------------- | --------- | ----------- |
| 2017     | 11"06 | Port of Spain | 24-6-2017 | 28ª         |
| 2016     | 11"16 | Port of Spain | 25-6-2016 | 45ª         |
| 2015     | 11"19 | Cali          | 16-7-2015 | 59ª         |
| 2014     | 11"51 | Miramar       | 24-4-2014 |             |
| 2013     | 11"86 | Miramar       | 17-4-2013 |             |

## Palmarès
| Anno | Manifestazione          | Sede           | Evento      | Risultato | Prestazione | Note                                     |
| ---- | ----------------------- | -------------- | ----------- | --------- | ----------- | ---------------------------------------- |
| 2015 | Mondiali U18            | Cali           | 100 m piani | Argento   | 11"19       | Miglior prestazione personale            |
| 2015 | Panamericani U20        | Edmonton       | 100 m piani | Oro       | 11"31       |                                          |
| 2015 | Mondiali                | Pechino        | 4×100 m     | Bronzo    | 42"03       | [ 1 ]                                    |
| 2016 | Mondiali U20            | Bydgoszcz      | 100 m piani | Bronzo    | 11"18       |                                          |
| 2016 | Giochi olimpici         | Rio de Janeiro | 4×100 m     | 5ª        | 42"12       | Miglior prestazione personale stagionale |
| 2017 | World Relays            | Nassau         | 4×100 m     | Batteria  | dnf         |                                          |
| 2017 | Mondiali                | Londra         | 100 m piani | Batteria  | 11"44       |                                          |
| 2017 | Mondiali                | Londra         | 4×100 m     | 6ª        | 42"62       | Miglior prestazione personale stagionale |
| 2018 | Giochi del Commonwealth | Gold Coast     | 100 m piani | 6ª        | 11"37       |                                          |
| 2018 | Giochi del Commonwealth | Gold Coast     | 4×100 m     | 4ª        | 43"50       |                                          |
| 2018 | Giochi CAC              | Barranquilla   | 100 m piani | Argento   | 11"15       |                                          |
| 2018 | Giochi CAC              | Barranquilla   | 4×100 m     | Argento   | 43"61       |                                          |
| 2018 | Campionati NACAC        | Toronto        | 100 m piani | 6ª        | 11"28       |                                          |
| 2021 | Giochi olimpici         | Tokyo          | 4×100 m     | Batteria  | 43"62       |                                          |
| 2022 | Giochi del Commonwealth | Birmingham     | 100 m piani | Batteria  | 11"49       |                                          |
| 2022 | Giochi del Commonwealth | Birmingham     | 4×100 m     | 6ª        | 43"86       |                                          |
| 2022 | Campionati NACAC        | Freeport       | 100 m piani | Batteria  | 11"60       |                                          |
| 2022 | Campionati NACAC        | Freeport       | 4×100 m     | 4ª        | 43"81       |                                          |